# Motrio

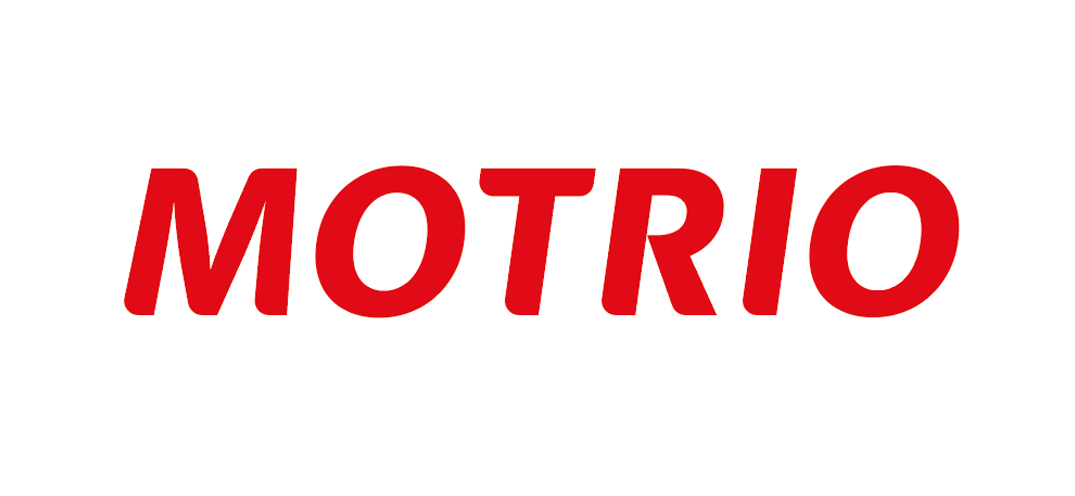
MOTRIO logo corporate

## MOTRIOé umamarca de origem francesa, fundada em 1998, sob a tutela do grupoRenault.
MOTRIO posiciona-se como uma alternativa para as peças genuínas Renault e em 2003 passou também a ser uma marca de aplicação para outros fabricantes de veículos (multimarca).

## História
MOTRIO foi criada pela marca Renault em 1998, com o objetivo de capturar o mercado potencial nos canais de reparo e em pequenos concessionários. 
A marca começou a ter presença na França e Itália, estendendo suas operações na Alemanha (1999), Espanha e Portugal (2000).
No mesmo ano, lança-se Motelio (software de administração para sua rede e concessionários de carros), que permitiria um armazenamento técnico de dados das peças comercializadas pela Renault. Mais tarde, sendo substituído por Renault Parts.
Em 2021, a MOTRIO está presente em 21 países com a sua própria rede de 2.660 oficinas multimarca espalhadas por 3 continentes (Europa, Ásia e África), e está presente em 90 países com a distribuição de produtos multimarca. 

## Logótipos

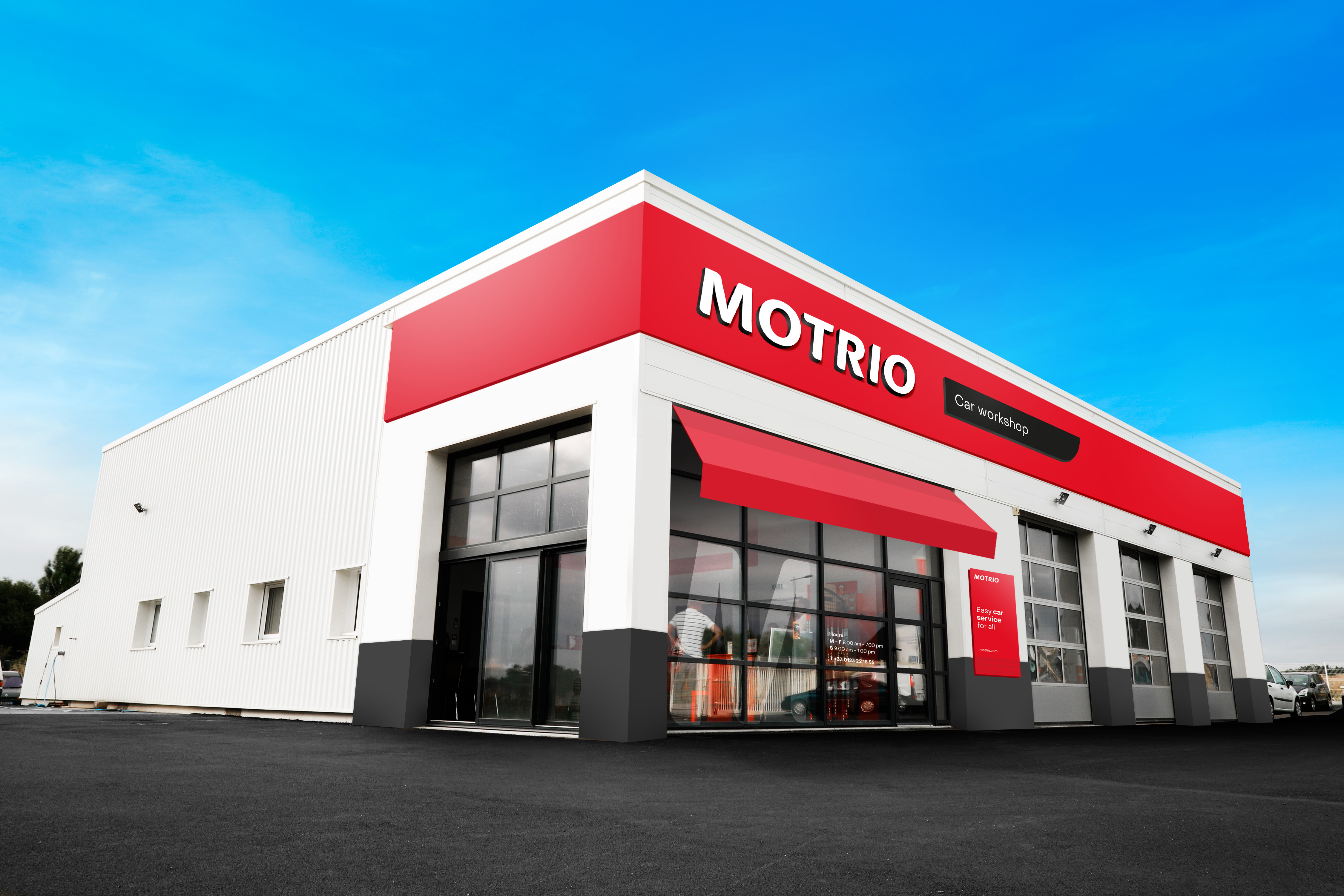
Garagem MOTRIO

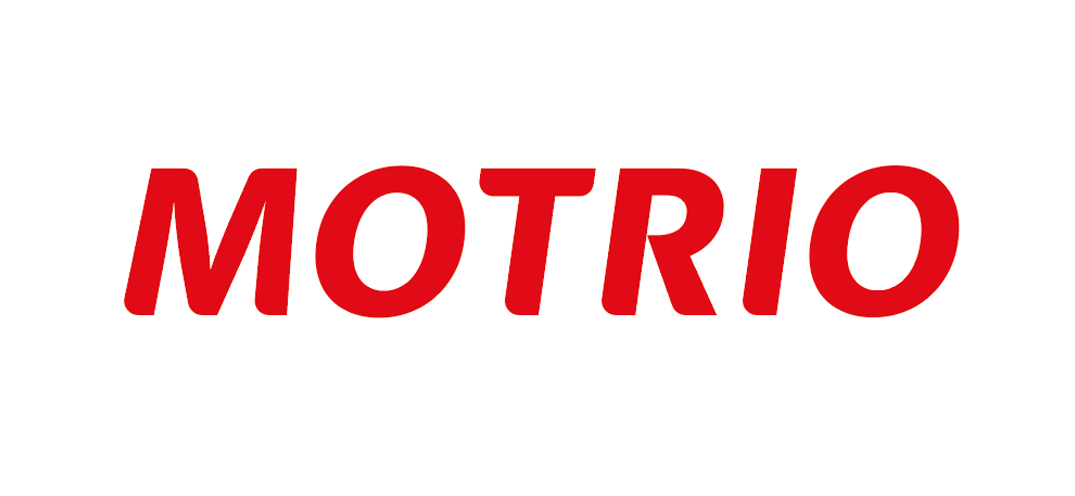
2022 - Logótipo atual
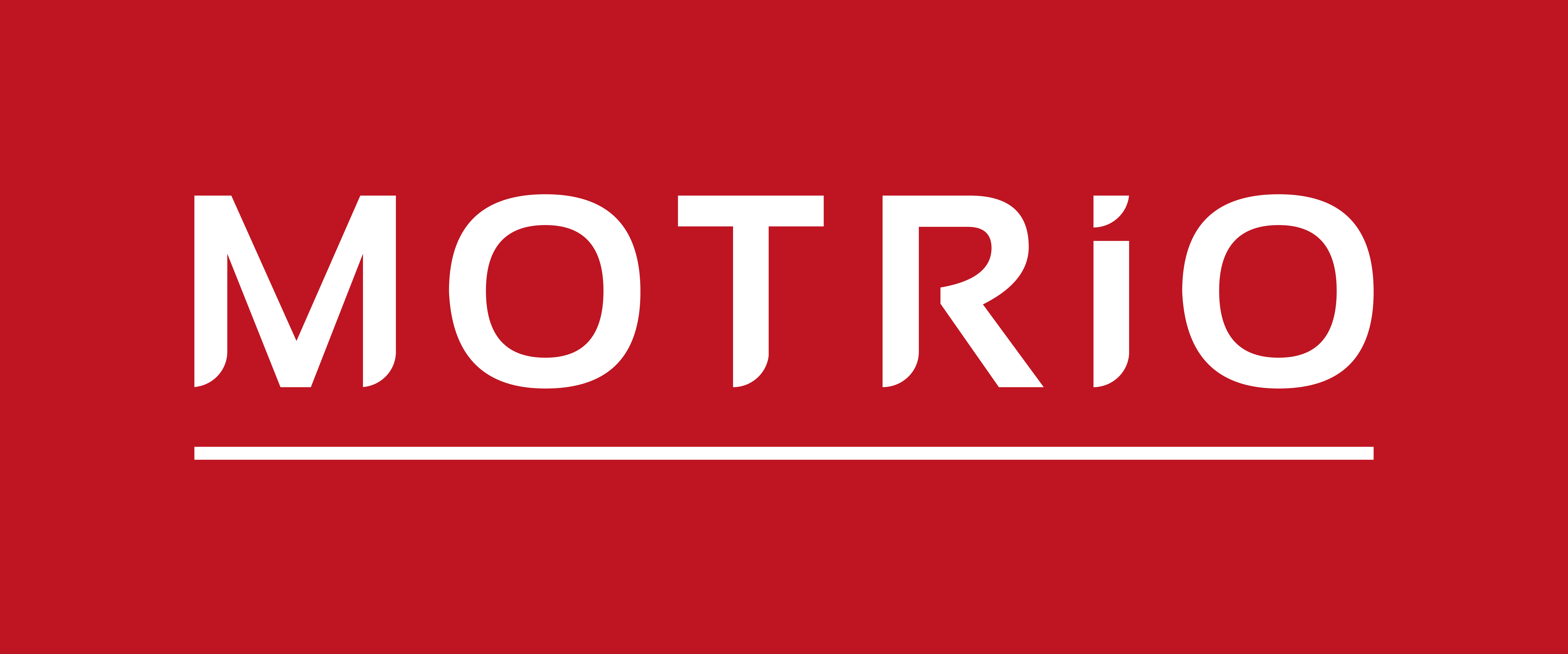
De 2017 a 2022
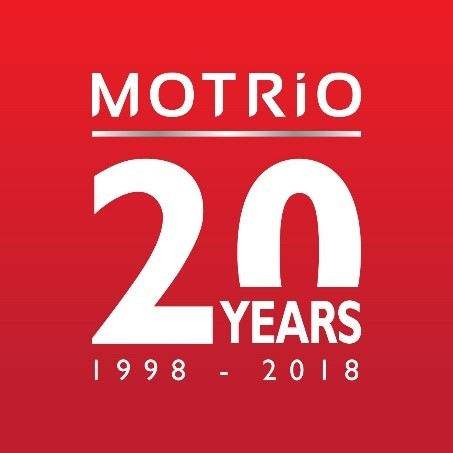
2018 - Logótipo comemorativo
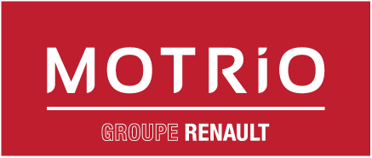
De 2003 a 2017
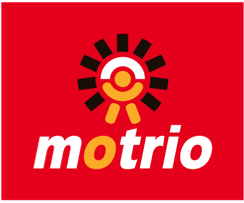
De 1998 a 2003

## Gama de produtos
MOTRIO é uma linha completa de peças de reposição multimarca de partes que conta com mais de 12.000 ref. compatíveis com 213 marcas automobilísticas e 39.300 modelos no mercado.
A gama MOTRIO é focada em veículos fora do período de garantia, cujos proprietários estão procurando soluções alternativas para peças genuínas preservando qualidade e segurança.

## Eventos e feiras comerciais
Desde 2017, a MOTRIO tem participado em feiras e eventos internacionais.  

## Patrocínio Esportivo
Desde 2005, MOTRIO patrocina eventos esportivos, equipes de carros e pilotos.

## Prémios
Ao longo dos anos, a MOTRIO recebeu várias vezes o prêmio "Meilleurs Garages de France" concedido pela Allogarage, um reconhecimento que avalia e classifica as melhores oficinas de reparação automotiva na França.

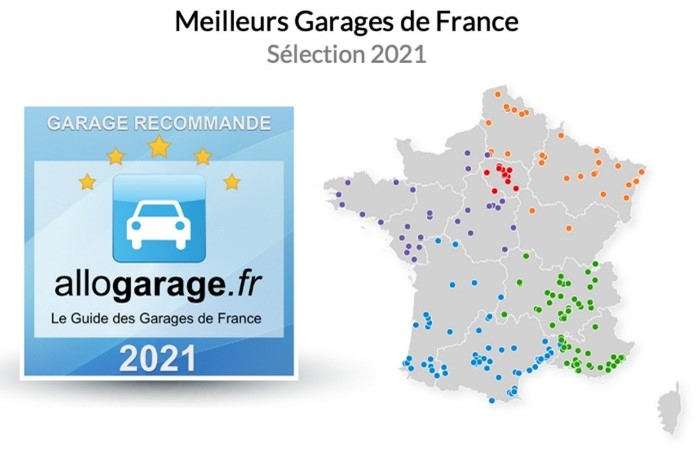
Allogarage 2021 https://www.allogarage.fr/
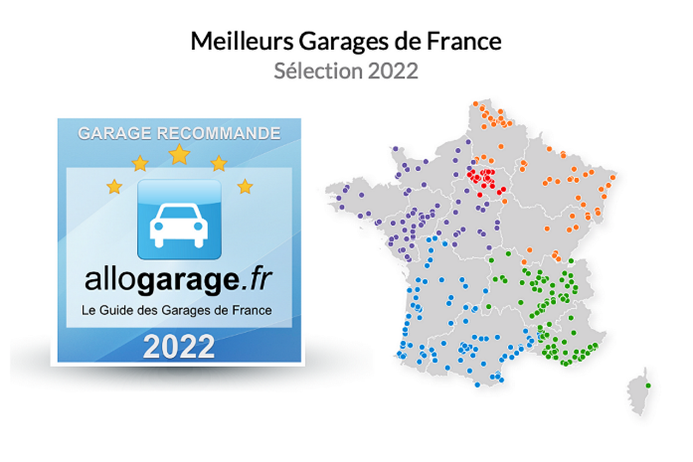
Allogarage 2022 https://www.allogarage.fr/
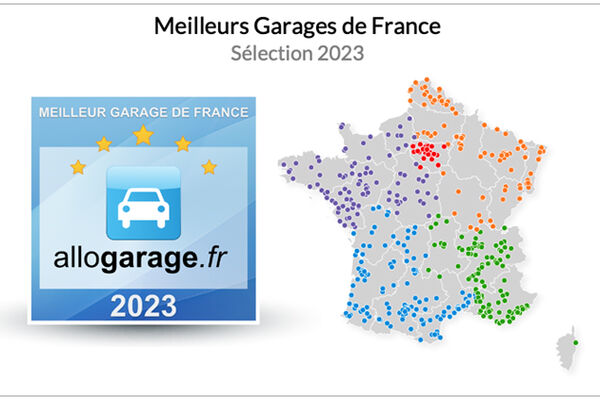
Allogarage 2023 https://www.allogarage.fr/
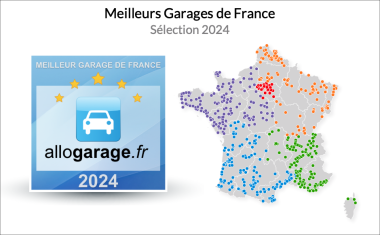
Allogarage 2024 https://www.allogarage.fr/